# Tomorrow's Modern Boxes
Tomorrow's Modern Boxes — другий студійний альбом англійського музиканта Тома Йорка, що вийшов 26 вересня 2014 року. Продюсером альбому виступив Найджел Ґодріч, а художником обкладинки — Стенлі Донвуд, обидва з яких давно співпрацюють з Йорком та його гуртом Radiohead. Альбом поєднує вокал і гру Йорка на піаніно з електронними бітами та текстурами.
Йорк випустив Tomorrow's Modern Boxes самостійно через платний BitTorrent. Після критики стрімінгового сервісу Spotify, який, на їхню думку, несправедливо винагороджує нових виконавців, Йорк і Ґодріч висловили бажання повернути «контроль над інтернет-торгівлею людям, які створюють твори». За шість днів альбом завантажили понад мільйон разів, і він став найзавантажуванішим легальним торрентом 2014 року. До лютого 2015 року його завантажили понад 4,5 мільйона разів.
Вінілове видання також продавалося на офіційному сайті. У грудні 2014 року альбом з'явився в музичному онлайн-магазині Bandcamp разом із новою піснею «Youwouldn'tlikemewhenI'mmangry». Видання на CD вийшло в Японії у 2015 році на лейблі Hostess Entertainment; у 2017 році роздрібні видання вийшли в усьому світі на лейблі XL Recordings, а також альбом було додано до інших стрімінгових сервісів, зокрема Spotify. Альбом отримав загалом позитивні відгуки, а Rolling Stone назвав його одним з найкращих у 2014 році.

## Передісторія
У 2013 році Йорк написав музику до документального фільму The UK Gold про ухиляння від сплати податків, зокрема ранню версію треку Tomorrow's Modern Boxes «A Brain in a Bottle». До анонсу альбому елементи Tomorrow's Modern Boxes були використані в саундтреку до другої версії додатку Polyfauna, що вийшов 1 вересня 2014 року. Додаток для телефонів Android та iOS є «експериментальною співпрацею» між групою Йорка Radiohead і британською студією цифрових мистецтв Universal Everything.

## Музика
Tomorrow's Modern Boxes поєднує вокал і гру Йорка на піаніно з електронними бітами і текстурами. Критики описали його як «моторошний» і «невротичний», з «тихим, стриманим почуттям страху». The A.V. Club порівняв його музику з треками Radiohead «Like Spinning Plates» (2001) і «The Gloaming» (2003).
Відкриваючий трек «A Brain in a Bottle» поєднує фальцет Йорка із смиканим бітом та «олдскульними» ефектами осцилятора. Басист Radiohead Колін Ґрінвуд долучився до біт-програмування пісні «Guess Again!», в якій звучить «гниюче піаніно» і «хрусткі» бекбіти. «Interference» — мінімалістична «пісня- бурмотіння про кохання» з «холодними» синтезаторними педами. Slant Magazine описав «The Mother Lode» як мелодійний і натхненний дабстепом, з «п'янким» хауз-бітом. Друга половина альбому містить десятихвилинну ембієнт-сюїту на чолі з «ударним» техно-зацикленим треком «There Is No Ice (For My Drink)». Заключний трек «Nose Grows Some» — це «чудові обійми граничного синті-попу». Rolling Stone описав його як «просякнутий жахом гімн емоційної поразки», порівнюючи з такими фінальними піснями Radiohead, як «Motion Picture Soundtrack» із Kid A (2000).

## Реліз

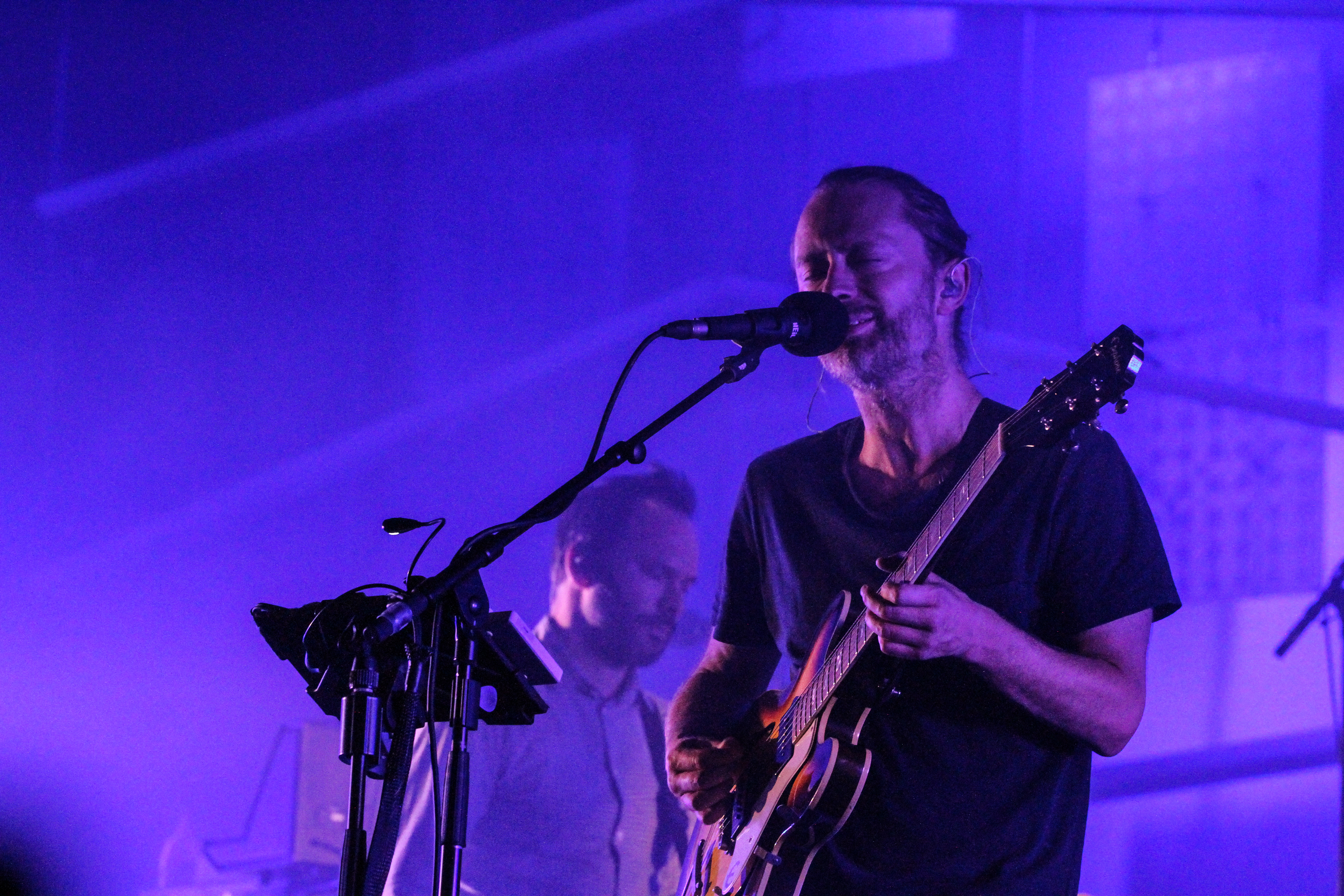
Йорк та продюсер ґодріч під час виступу з Atoms for Peace у 2013 році

У 2013 році Йорк і його давній продюсер Найджел Ґодріч висловили занепокоєння тим, як інтернет вплинув на музичний бізнес, і звинуватили музичний потоковий сервіс Spotify у несправедливій компенсації новим артистам. Ґодріч заявив: «[Стрімінг] не може працювати як спосіб підтримки творчості нових артистів. Spotify та інші подібні сервіси повинні або визнати цей факт і змінити модель для нових релізів, або ж усім новим музичним продюсерам слід бути сміливими і „голосувати ногами“».
У 2007 році гурт Йорка Radiohead випустив свій альбом In Rainbows для завантаження по стратегії «плати скільки хочеш». Метт Мейсон, директор з контенту BitTorrent Inc, вважав, що цей реліз встановив «золотий стандарт того, як робити щось безпосередньо для фанатів в Інтернеті», і почав переговори з менеджерами Radiohead про майбутнє онлайн-дистрибуції музики. Він розповів The Guardian, що Tomorrow's Modern Boxes «народився з цих розмов про те, як інтернет має працювати для артистів: ми обидва поділяємо бачення, яке полягає в тому, що наразі у нас немає стійкої бізнес-моделі для артистів в інтернеті». Студенти MBA бізнес-школи Saïd при Оксфордському університеті таємно працювали з менеджментом Йорка над релізом, аналізуючи дані про фанатів та ринок.
У вересні 2014 року Йорк опублікував фотографію невідомої вінілової платівки на Tumblr, що спонукало ЗМІ до спекуляцій про новий реліз. 14 вересня Йорк і Ґодріч оголосили про вихід Tomorrow's Modern Boxes. Альбом вийшов через піринговий протокол обміну файлами BitTorrent за допомогою ініціативи BitTorrent Inc «bundles», згідно з якою автори поширюють свої роботи у вигляді упакованих торрент-файлів. Це був перший альбом, який використав функцію BitTorrent «pay-gate»; клієнти заплатили $6, щоб завантажити торрент-пакет Tomorrow's Modern Boxes, який містив вісім MP3-файлів, обкладинку Стенлі Донвуда, та музичне відео на пісню «A Brain in a Bottle» за участю Йорка в боксерських рукавичках. Користувачі також могли завантажити безкоштовний торрент-бандл, що містив лише MP3 «Brain in a Bottle» і відео, або замовити «делюкс» вінілове видання альбому, упаковане в антистатичну сумку, виготовлену на замовлення.
У прес-релізі Йорк і Ґодріч написали:
| Ліві лапки | Це експеримент, щоб побачити, чи зможе широка громадськість зрозуміти механіку системи... Якщо вона буде працювати добре, це може стати ефективним способом повернути певний контроль над інтернет-торгівлею людям, які створюють твори. Дозволити людям, які створюють музику, відео чи будь-який інший цифровий контент, продавати його самостійно. В обхід самообранців, що стоять на сторожі. Якщо це спрацює, будь-хто зможе зробити так само, як це зробили ми. | Праві лапки |

### Інші формати
26 грудня 2014 року Йорк випустив Tomorrow's Modern Boxes у форматах MP3 та FLAC за £3,86 в онлайн-магазині музики Bandcamp. Він також випустив безкоштовну нову пісню «Youwouldn'tlikemewhenI'm mangry», яку Ґодріч описав як «компліментарне доповнення» до альбому. 30 червня 2015 року Tomorrow's Modern Boxes був доступний для стрімінгу з запуском Apple Music. CD-версія вийшла у Японії на лейблі Hostess Entertainment у серпні 2015 року. 8 грудня 2017 року альбом був перевиданий на CD та вінілі лейблом XL Recordings і доданий до інших стрімінгових сервісів, включаючи Spotify, разом з іншими сольними роботами Йорка.

### Продажі
За перші 24 години після релізу Tomorrow's Modern Boxes завантажили понад 100 000 разів, а за перші шість днів — понад мільйон разів. За винятком інтернет-піратства, це був найзавантажуваніший альбом 2014 року. До лютого 2015 року його завантажили понад 4,5 мільйона разів. Ці цифри включають завантаження безкоштовної торрент-версії, яка містила лише MP3 «Brain in a Bottle» і відеокліп; дані про продажі повної версії альбому так і не були опубліковані.
Stereogum та Gigaom підрахували, що Йорк міг заробити на релізі 20 мільйонів доларів, що більше, ніж він міг би заробити на традиційному релізі. Stereogum писав, що «така стратегія випуску альбомів працює лише для артистів, які вже є астрономічно відомими, але ми вітаємо Тома Йорка за те, що він знайшов спосіб продовжувати накопичувати гроші, зберігаючи свою творчу автономію». Однак Billboard стверджує, що, якщо припустити, що кількість людей, які заплатили за повний альбом, співставна з кількістю передплатників Spotify і Pandora, то заробіток у розмірі від 1 до 6 мільйонів доларів є більш імовірним: «Непоганий показник для альбому, що вийшов власними силами і спрямованого безпосередньо до шанувальників, який дозволив Йорку обійти великі магазини завантажень і зібрати інформацію про клієнтів — але це також не голлівудська головна роль».
У листопаді 2015 року, відповідаючи на запитання, чи був реліз BitTorrent успішним, Йорк сказав: «Ні, не зовсім. Але я хотів, щоб це був експеримент … Я хотів показати, що теоретично сьогодні можна самостійно простежити весь ланцюжок виробництва звукозапису, від початку до кінця. Але на практиці все зовсім інакше. Ми не можемо бути обтяжені всіма обов'язками лейблу. Але я радий, що зробив це, що спробував».

## Відгуки
На сайті Metacritic, який присвоює середньозважену оцінку зі 100 рецензіям основних критиків, Tomorrow's Modern Boxes має середній бал 72 на основі 29 рецензій, що свідчить про «загалом схвальні відгуки».
Критик AllMusic Стівен Томас Ерлуайн описав альбом як «навмисно пригнічуючий, старомодний, який не лякає при першому прослуховуванні, а скоріше повільно розгортається … Замість того, щоб зануритися у відчуження, Йорк знайшов на Tomorrow's Modern Boxes, і різниця відчутна». Роб Шеффілд з Rolling Stone написав, що Tomorrow's Modern Boxes «вимагає глибокого прослуховування» і похвалив «Nose Grows Some» як найсильніший трек. Пізніше Rolling Stone назвав альбом 30-м найкращим у 2014 році. Критик журналу Slant Magazine Франклін Джонс писав: «Це параноя з душею, а іноді і з серцем … Tomorrow's Modern Boxes зберігає фірмові елементи релізів Тома Йорка, але водночас додає тонкі моменти свіжих винаходів». Баррі Ніколсон з NME писав: «Навряд чи це любов з першого прослуховування… Але при повторних прослуховуваннях чарівність альбому починає розкриватися».
A.V. Club дав альбому позитивну рецензію, але написав: «Якщо відкинути спалахи блиску, результат звучить дуже схоже на щось, що Йорк записав, щоб згаяти час перед тим, як заглибитися в новий альбом Radiohead.» Марк Бомонт з The Guardian назвав його «підступно недооціненим», але виявив, що його нетрадиційний реліз був «більш вражаючим, ніж сам продукт». Ларрі Фіцморис з Pitchfork писав: «Тут майже немає за що зачепитися з точки зору мелодії та почуттів, і ви не знайдете нічого, що могло б вам підспівувати. Однак, певні елементи Tomorrow's Modern Boxes, якщо приділити їм належну увагу, можуть бути приємною розкішю». Кріс Бартон з Los Angeles Times знайшов альбом занадто схожим на сольний альбом Йорка The Eraser 2006 року і його роботу з Atoms for Peace, написавши, що «шлях Йорка здається коротким на нові напрямки».

## Список композицій
Автор музики і слів Том Йорк і Найджел Ґодріч, за винятком "Guess Again!" -  Йорк, Ґодріч і Колін Ґрінвуд. 
| #     | Назва                            | Тривалість |
| ----- | -------------------------------- | ---------- |
| 1.    | «A Brain in a Bottle»            | 4:41       |
| 2.    | «Guess Again!»                   | 4:24       |
| 3.    | «Interference»                   | 2:49       |
| 4.    | «The Mother Lode»                | 6:07       |
| 5.    | «Truth Ray»                      | 5:14       |
| 6.    | «There Is No Ice (For My Drink)» | 7:00       |
| 7.    | «Pink Section»                   | 2:35       |
| 8.    | «Nose Grows Some»                | 5:23       |
| 38:13 |                                  |            |

## Учасники запису
- Том Йорк — вокал, тексти, музика
- Стенлі Донвуд, Tchoky (Том Йорк) — оформлення, обкладинка
- Колін Ґрінвуд — програмування ударних у «Guess Again!»
- Найджел Годріч — зведення, продюсування альбому
- Боб Людвіг — мастерінг